# Laccophilus filicornis
Laccophilus filicornis är en skalbaggsart som beskrevs av Sharp 1887. Laccophilus filicornis ingår i släktet Laccophilus och familjen dykare. Inga underarter finns listade i Catalogue of Life.